# Koszary w Gdańsku-Wrzeszczu

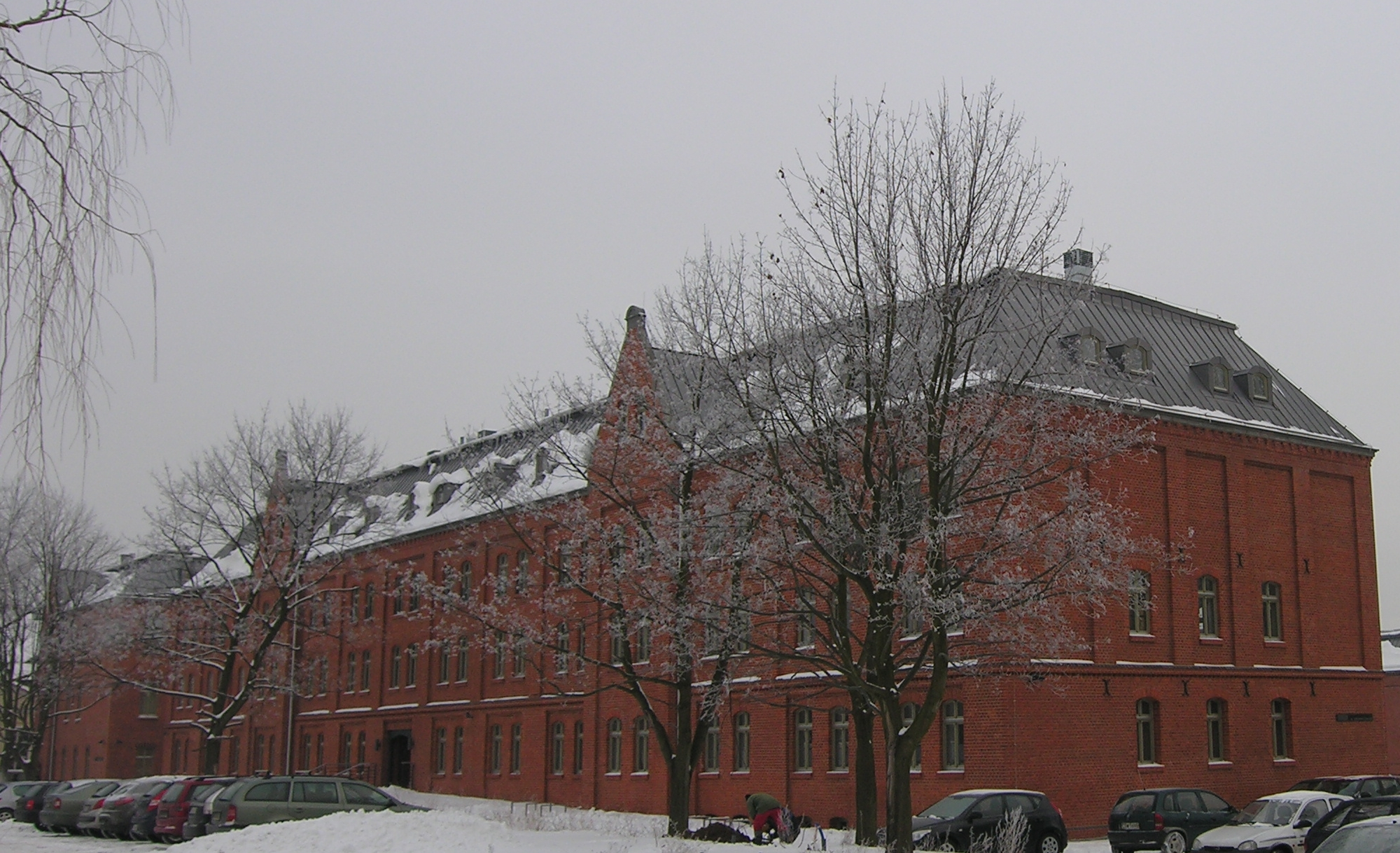
Zabytkowe, powojskowe budynki garnizonu, budowane w latach 1893–1896, renowacja 2006-2009

Garnizon (koszary) w Gdańsku-Wrzeszczu – teren wielkości około 25 ha, historycznie związany z formacjami wojskowymi i obronnymi, położony na granicy dzielnic Wrzeszcz (niem. Langfuhr) i Strzyża Górna (niem. Hochstrieß), zamknięty w kwartale al. Grunwaldzkiej oraz ulic: Karola Szymanowskiego, Bernarda Chrzanowskiego i Juliusza Słowackiego. Od północnego wschodu graniczy z osiedlem wybudowanym pod koniec XIX wieku przez fundację Abegga.
 Część budynków garnizonu od 29 grudnia 2004 wpisana jest do Rejestru Zabytków Województwa Pomorskiego pod nrem rej.: A-1753 z 29.12.2004.
Aktualnie teren w około 85% jest własnością Grupy Inwestycyjnej Hossa, która po zwycięstwie w przetargu ogłoszonym przez Agencję Mienia Wojskowego w 2005, dokonuje rewitalizacji terenów i budynków; rozbiórki lub renowacji zabytkowych obiektów i budowy nowych.

## Historia terenu

### Pierwsze osadnictwo
Teren koszar był historycznie definiowany przez obecność rzeki Strzyży, która płynie nieopodal i znacząco wpłynęła na rozwój okolicznych dzielnic Gdańska o obecnych nazwach: Wrzeszcza, Oliwy i Strzyży. Liczne znaleziska archeologiczne w rejonie Wrzeszcza (Jaśkowa Dolina, al. Grunwaldzka) i Strzyży (Strzyża Górna oraz rejon ul. Abrahama) pozwalają ocenić, iż dogodne warunki bytowania tu doceniano w czasach na długo przed naszą erą. Charakterystyczne groby skrzynkowe z popielnicami, znak obecności ludów kultury pomorskiej, wskazuje na pierwsze osadnictwo w okresie VII–II w. p.n.e. Bogactwo lasów, zwierzyny, dobre nawodnienie terenu dzięki rzece, a także położenie w okolicach szlaków handlowych to prawdopodobnie główne powody atrakcyjności tych okolic. Znajdowane na terenie pobliskiej Oliwy monety z czasów rzymskich (wybitych w II wieku n.e.) pozwalają sądzić, iż m.in. tędy przebiegał szlak bursztynowy.

### Garnizon i okolice w pierwszych źródłach pisanych
Pierwsze wiadomości o młynach położonych przy Strzyży w rejonie garnizonu pochodzą z końca XII wieku – przywilej ich tworzenia i użytkowania otrzymali od księcia pomorskiego Sambora oliwscy cystersi (1188). Jeśli chodzi o młyny położone na terenie/w najbliższym sąsiedztwie garnizonu, to w XIII wieku były przynajmniej dwa – naprzeciw współczesnej ulicy Chrzanowskiego: Hochstriess (południowo-zachodnia część terenu) oraz u zbiegu ulicy Słowackiego i alei Grunwaldzkiej - Leegstriess (południowy wschód).
Pierwsze wzmianki o wsi Strzyża pochodzą z połowy XIV wieku, kiedy w opisie posiadłości kościelnych wspomniano o graniczącej z nimi wsi. Żyzne i dogodnie położone ziemie Wrzeszcza i Strzyży nieraz były powodem zatargów między roszczącymi sobie doń prawa mieszczanami z Gdańska a oliwskimi cystersami, należącymi wtedy do odrębnych podmiotów kościelnej struktury (dekanatów), z granicami oddziaływania właśnie na Strzyży. Należy wspomnieć, iż ówczesny układ rzeki był czynnikiem decydującym o przebiegu ulic do dziś istniejących; obecna ul. Słowackiego przebiega w dużej mierze równolegle do omawianego 12-kilometrowego dopływu Wisły. Jeśli zaś chodzi o Wrzeszcz, to on także zaistniał w historii dzięki młynom; źródła pisane wspominają o kupnie jednego z nich (z użyciem nazwy lokalizacji) w 1263 roku. Teren koszar leży dokładnie na granicy obu wspomnianych dzielnic.

### Garnizon w czasach nowożytnych

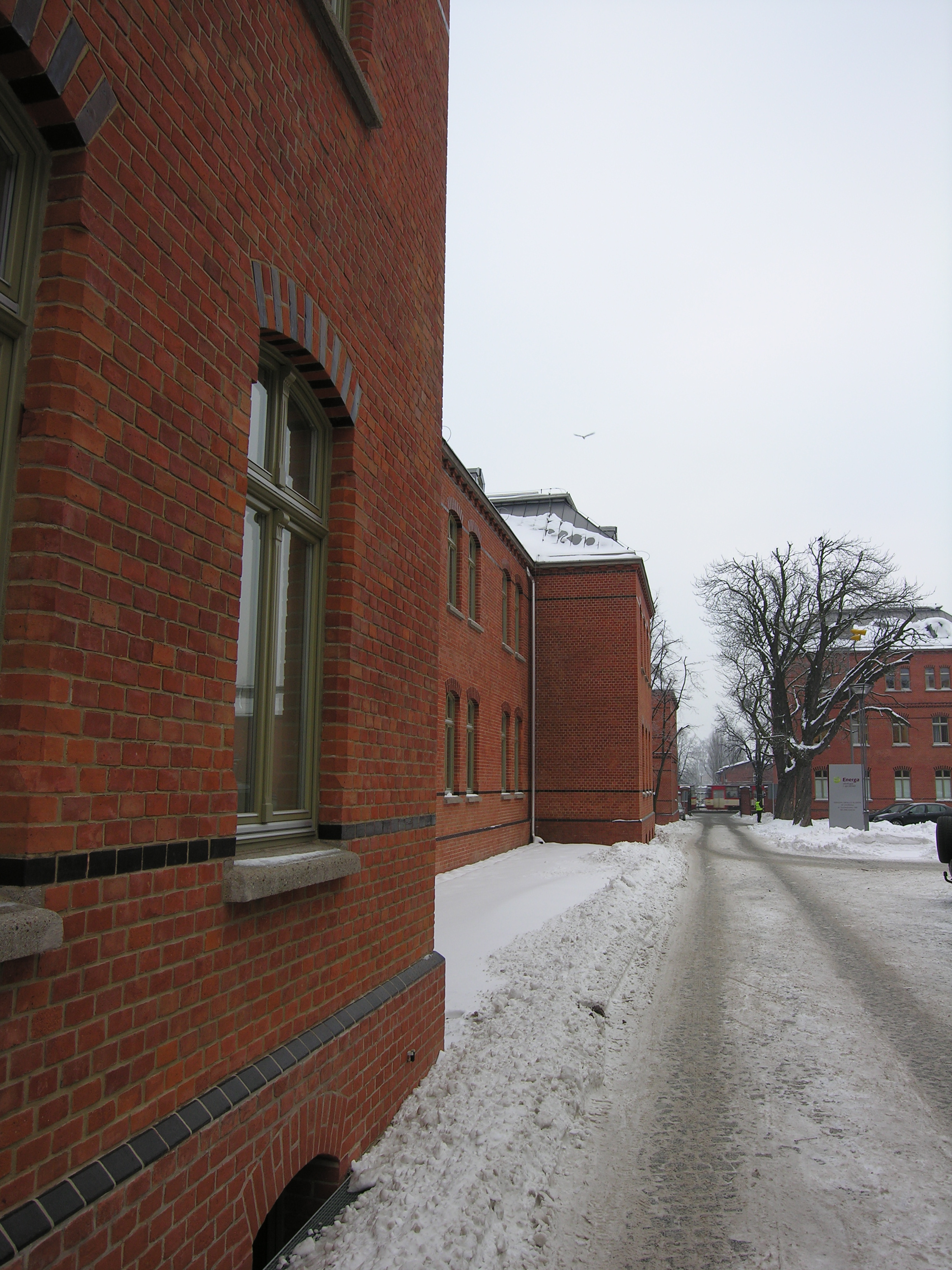
Zabytkowe, powojskowe budynki Garnizonu, budowane w latach 1893-1896, renowacja 2006-2009, w tle główna arteria Trójmiasta - Aleja Grunwaldzka

Brak jest dokładnych informacji co do funkcji, jakie teren pełnił na przestrzeni kolejnych wieków – wiadomo jednak, iż okolica obfitowała w dworki i wille gdańskich patrycjuszy, których pod koniec XVIII wieku było co najmniej dziewięć. W okresie przedrozbiorowym w okolicy nie brakowało również kuźnic, karczm i kolejnych młynów.
Gdy w 1807 Napoleon Bonaparte stworzył Wolne Miasto Gdańsk, zarówno Wrzeszcz, jak i Strzyża znalazły się w jego obszarze. Odbudowa po przejściu wojsk na koniec epoki napoleońskiej pozwoliła na rozwój terenów znajdujących się na północny i południowy wschód od terenu koszar – Strzyża Dolna i Wrzeszcz zostały w 1814 roku włączone do Gdańska, wieś Strzyża czekała na to aż do 1902. Należy dodać, iż jej rozwój, jakkolwiek zahamowany na początku wieku XIX, nabrał dużego tempa pod jego koniec. Obrazuje to wzrost liczby ludności z powszechnego spisu – o ile w 1864 wynosił on 436 osób, o tyle po 38 latach liczba mieszkańców wsi Strzyży przekroczyła dwa i pół tysiąca.

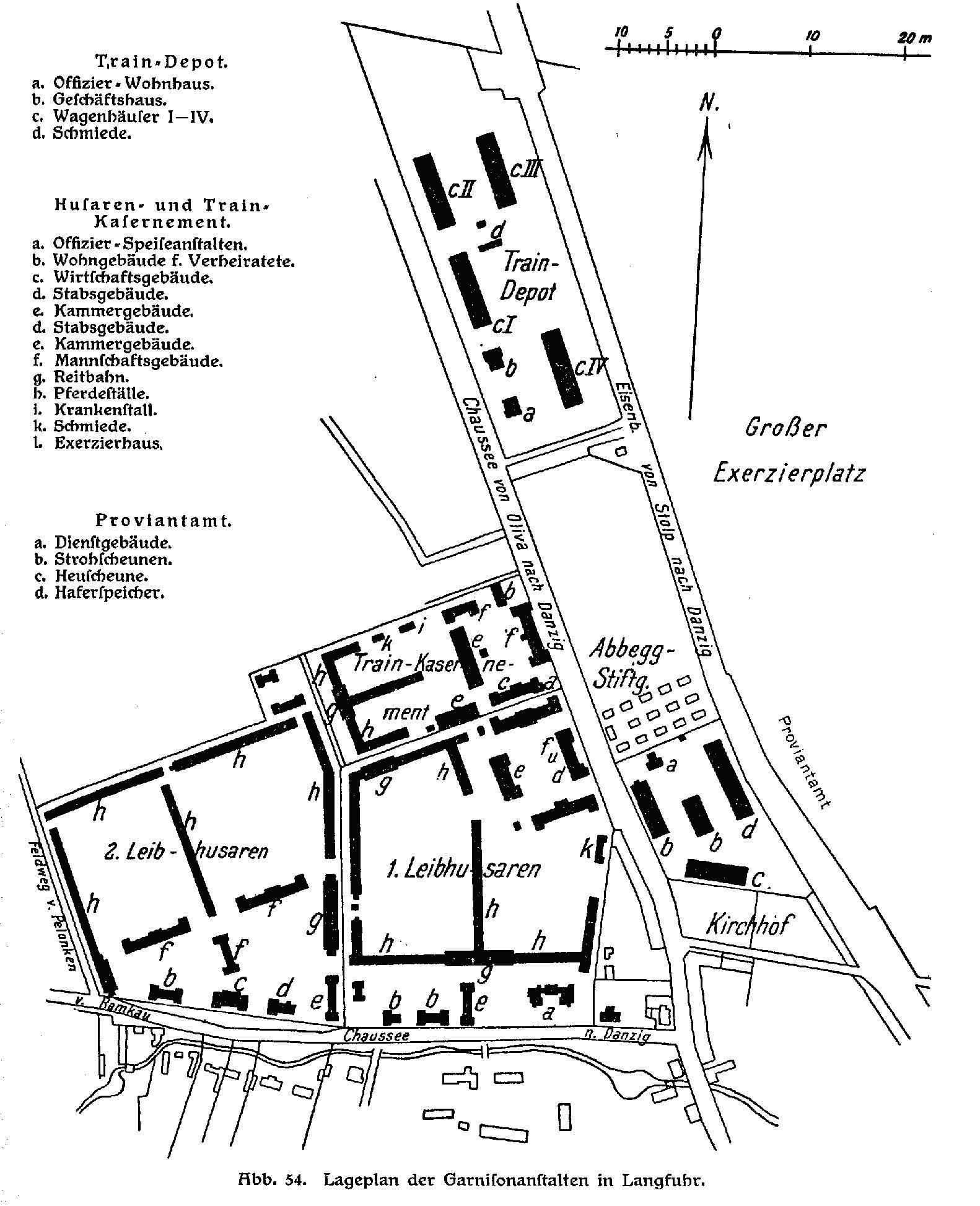
Plan pruskiego garnizonu z początku XX wieku, widoczny podział na kompleksy budynków zajmowanych przez 1 i 2 Przyboczny Pułk Huzarów, a także okoliczne tereny Wrzeszcza i Strzyży

### Zbudowanie koszar – koniec XIX wieku
Pruskie formacje wojskowe stacjonujące w Gdańsku, takie jak 5 Pułk Grenadierów, a także 1 Przyboczny Pułk Huzarów i 2 Przyboczny Pułk Huzarów im. Królowej Prus Wiktorii, borykały się z problemem rozbicia siedzib po całym mieście, stąd też postanowiono umieścić je w jednym miejscu. Musiało ono cechować się dobrą lokalizacją – z dostępem do wody i możliwością szybkiego transportu w miejsca manewrów, ważna była też powierzchnia terenu, szczególnie z racji przeznaczenia pod jednostkę konną. Budowane w latach 1893–1896 (według innych źródeł 1890–1896) budynki koszar do dziś zwracają uwagę swoim wyglądem. Ze szczególnym pietyzmem zaprojektowano Kasyno Oficerskie, którego sale zdobiły obrazy autorstwa Wojciecha Kossaka.

### Rozkwit i upadek pruskiego garnizonu – początek XX wieku

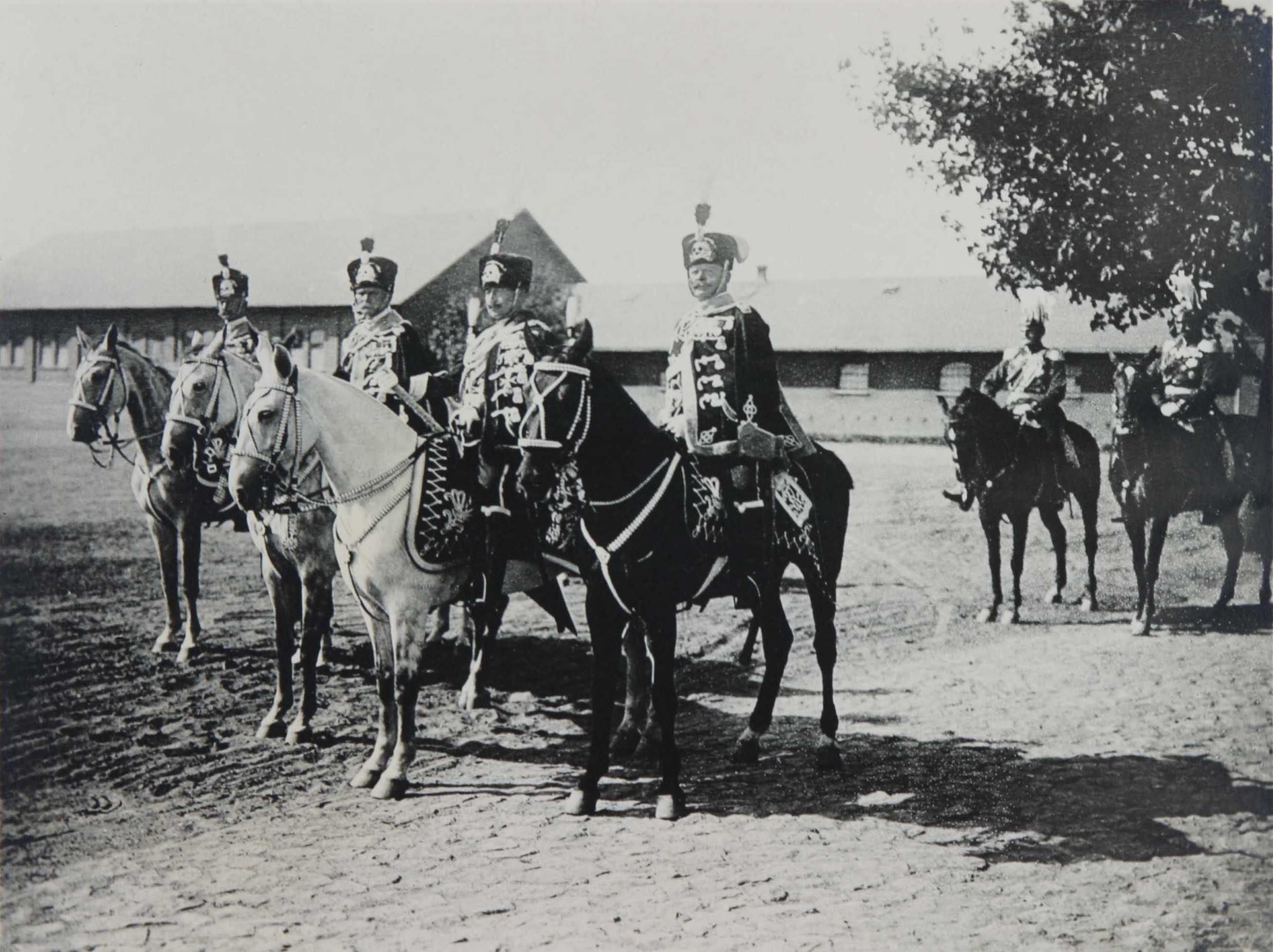
Uroczyste przekazanie budynków garnizonu w 1901 r. – Cesarz Wilhelm II wraz z oficerami

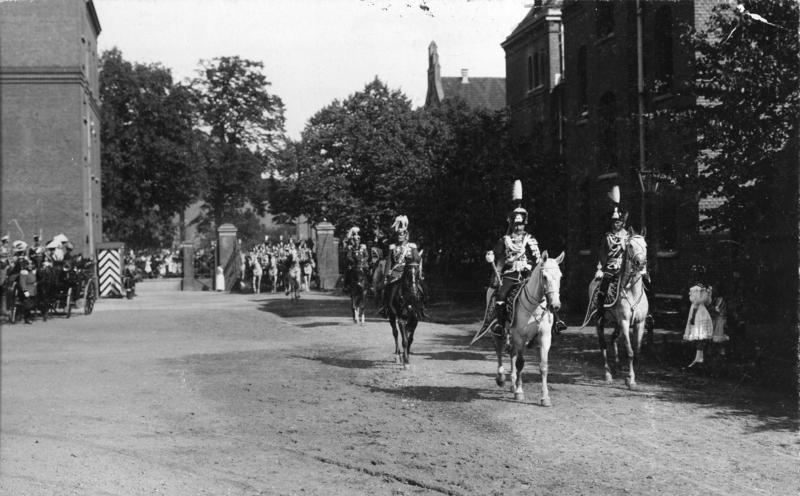
Wilhelm II w Garnizonie, 15 września 1911

Oficjalne przekazanie terenów wojsku nastąpiło 14 września 1901, gdy w obecności Wilhelma II nastąpiło uroczyste wmaszerowanie 1 i 2 Pułku Huzarów Straży Przybocznej do garnizonu. Do 1903 dowódcą Huzarów był gen. August von Mackensen – feldmarszałek, honorowy obywatel Gdańska, tyle niechętny wobec Polaków, co w późniejszych latach wrogi do hitlerowców, związany z Gdańskiem do wybuchu wojny.
Jedną z ważniejszych osób związanych z ówczesnym garnizonem był Kronprinz – dziedzic tronu Hohenzollernów, który został karnie zesłany w randze oficera do koszar przez ojca. Należy wspomnieć, iż działanie to było stricte wychowawcze – położone wśród lasów i łąk koszary nie oferowały zbyt wielu rozrywek (stąd Kronprinz wiele czasu spędzał w Sopocie).
2 sierpnia 1914 wysłano na front zachodni pierwszej wojny światowej oba pułki huzarów, a 14 września przez miasto i garnizon przeprowadzono ponad 2 tys. rosyjskich jeńców. Duże straty poniesione na frontach pierwszej wojny światowej przez wojsko wcześniej zajmujące garnizon (walczyły na większości frontów) sprawiły, że tylko niewielka jego część wróciła do Wrzeszcza w styczniu 1919. Na wiosnę rozwiązano oba pułki huzarów.
Postanowienia traktatu wersalskiego sprawiły, iż 9 lutego 1920 ostatnie pruskie oddziały opuściły wrzeszczańskie koszary.

### Koszary w okresie Wolnego Miasta Gdańska
25 listopada 1920 – gdy stworzono Wolne Miasto Gdańsk (neutralne z racji postanowień międzynarodowych i własnej konstytucji) koniecznością stało się stworzenie odpowiedniej formacji policyjnej, która miała zajmować się pilnowaniem porządku w mieście. Tak też powstała Policja bezpieczeństwa, która skoszarowana została w ogromnej większości na terenie wrzeszczańskich koszar (ponadto kilka oddziałów na ul. Okopowej i policja wodna w Twierdzy Wisłoujście). Na terenie koszar przyjmowano interesantów oraz mieściła się siedziba Sztabu Komendy (przeniesiona na chwilę przed wojną do śródmieścia Gdańska) i Szkoła Policyjna. W noc poprzedzającą wybuch wojny złamano konstytucję i prawo międzynarodowe, Wolne Miasto Gdańsk zostało włączone do Rzeszy, a co za tym idzie Policja Bezpieczeństwa stała się policją Rzeszy.

### Koszary za czasów PRL

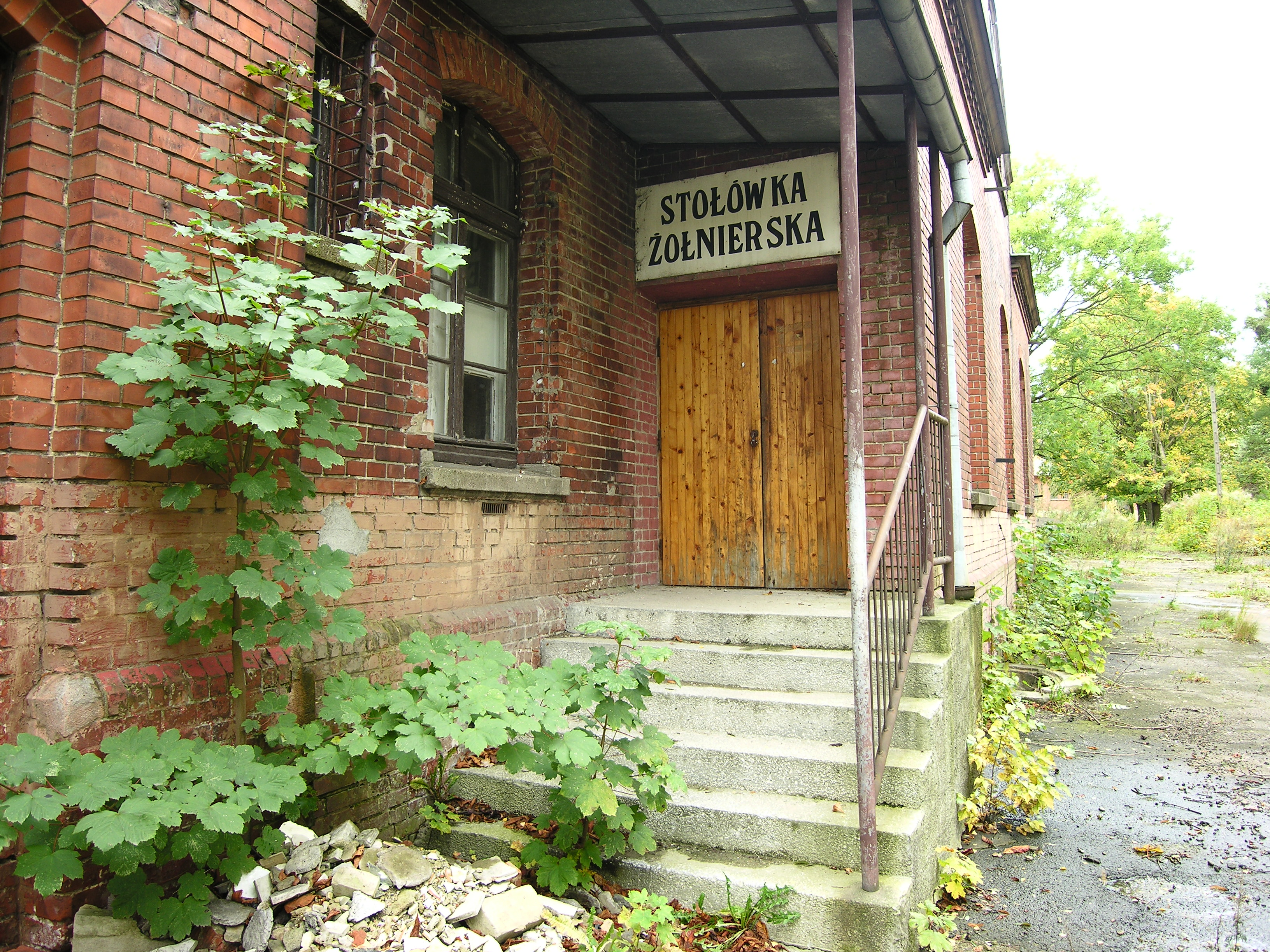
Zabytkowe, powojskowe budynki Garnizonu, stara stołówka

Po wojnie przez pewien okres w koszarach stacjonowały wojska radzieckie (np. żołnierze II Frontu Białoruskiego), pierwszym polskim oddziałem była 16 Kaszubska Dywizja Piechoty (od lipca 1945 do 1949), następnie miał miejsce szereg rotacji obsady. W koszarach na stałe przebywało około 1000 osób. Z czasem następowała reorganizacja wewnętrzna i rozbudowa koszar oraz odnawianie budynków i wznoszenie nowych obiektów.
Do najbardziej znanych jednostek wojskowych jakie przebywały w Garnizonie należą m.in. Niebieskie Berety (Łużycka Dywizja Desantowa) czy 7 Łużycka Brygada Obrony Wybrzeża. Z koszar wywodzi się 13 generałów.

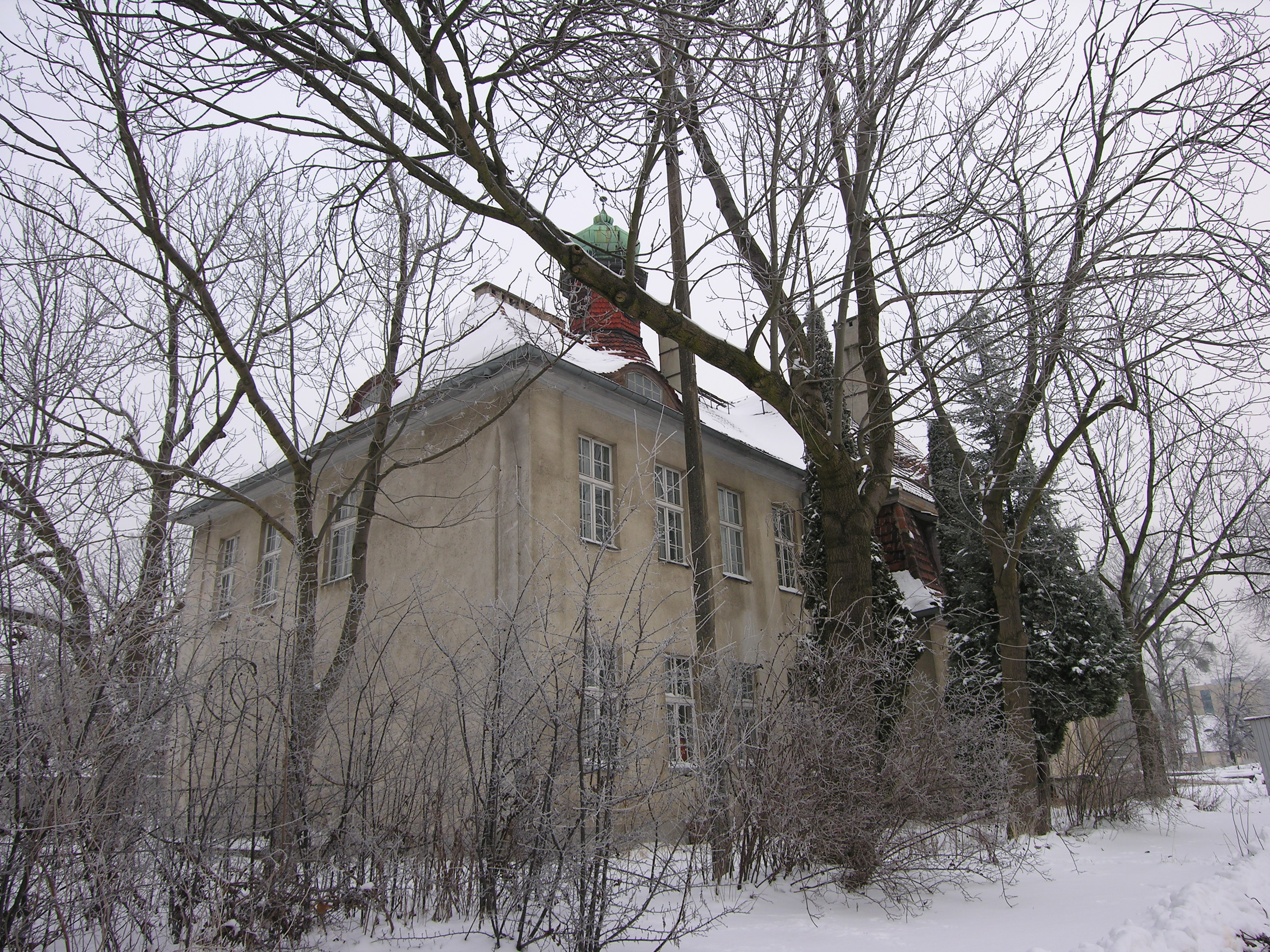
Zabytkowy, powojskowy budynek garnizonu przeznaczony do renowacji, zwany "pałacykiem komendanta"

### Koszary w III RP
W połowie lat dziewięćdziesiątych podjęto decyzje o likwidacji jednostek wojskowych i garnizonu we Wrzeszczu. W ramach restrukturyzacji wycofano większość jednostek i tylko w kilku budynkach rozmieściły się różne organizacje wojskowe. Postępowała dewastacja reszty terenu, w związku z czym Agencja Mienia Wojskowego postanowiła sprzedać obiekt. W tym celu przeprowadzono dwa przetargi – pierwszy, w którym zaoferowano tylko 8 hektarów, nie cieszył się zainteresowaniem, natomiast drugi, który objął ogromną większość terenu, wygrała Grupa Inwestycyjna Hossa.

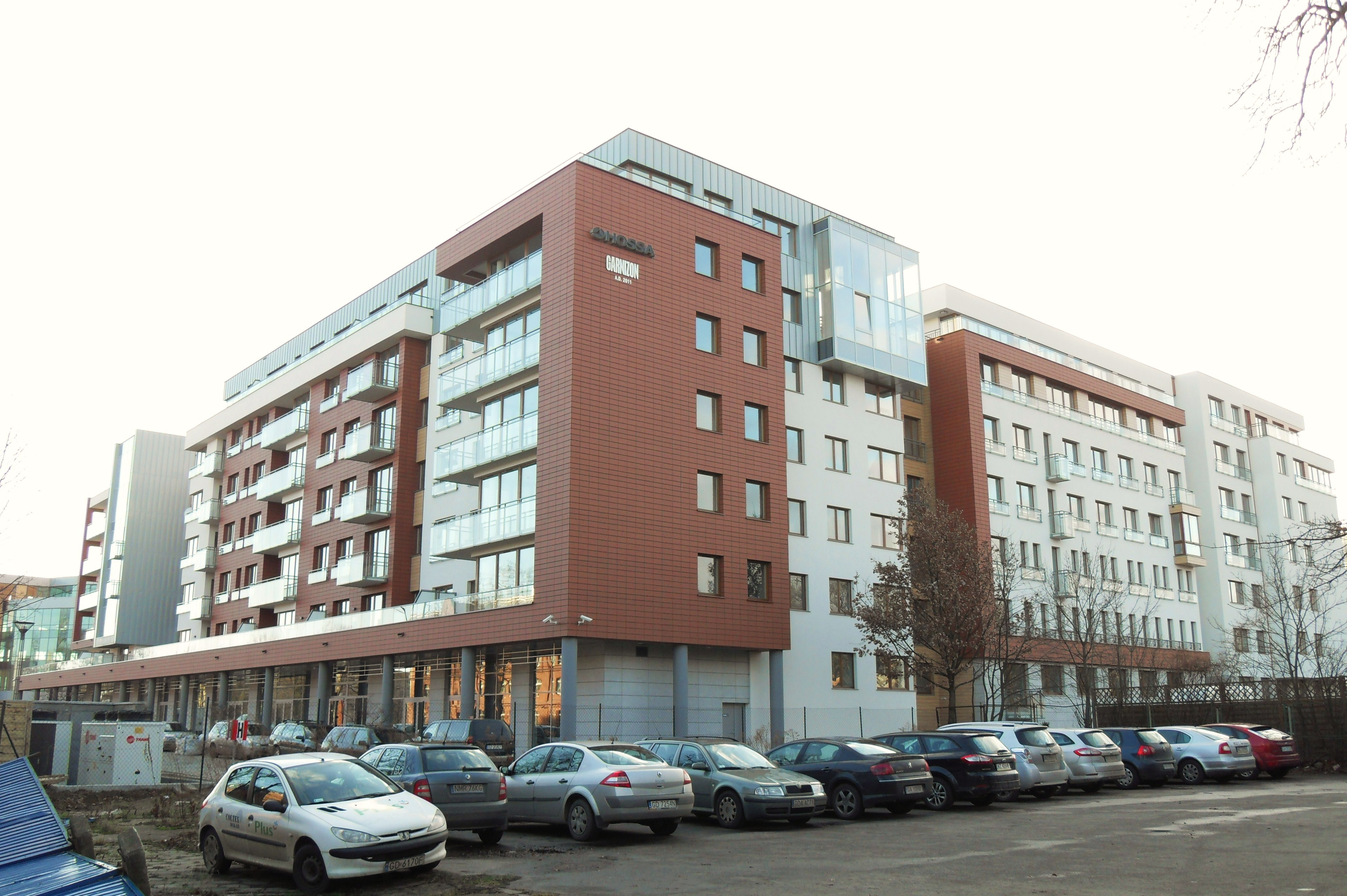
Garnizon

## Koszary obecnie
Po pracach porządkowych, jakie obecny właściciel terenu przeprowadza od 2006, odnowione zostały cztery zabytkowe budynki (pełniące w przeszłości funkcje sztabowe, koszarowe i biurowe), a także okoliczny teren. Do zachowania przeznaczono jedynie niektóre z usytuowanych na brzegach terenu obiektów. Pozostałe budowle (w tym m.in. zabytkowe stajnie, budynki koszarowe znajdujące się wewnątrz kompleksu oraz budynki od strony ul. Szymanowskiego) są rozbierane. Efekty współpracy z Pomorskim Wojewódzkim Konserwatorem Zabytków są pozytywnie oceniane przez społeczność osób zainteresowanych Wrzeszczem, zwraca uwagę duża ilość zachowanych starodrzewów. Aktualnie trwają prace nad budową 4 pierwszych nowych budynków osiedla Grupy Inwestycyjnej Hossa – inwestycja nosi nazwę Garnizon. Pomiędzy kwartałami znajdą się miejskie place (ogólnodostępne przestrzenie publiczne).
Od czasu nabycia w listopadzie 2005 przez inwestora terenu zanotowano dwa pożary zabytkowych, znajdujących się pod ochroną budynków: we wrześniu 2006 oraz w maju 2014. Doszło też do zawalenia się historycznego muru.